# Euonymus bockii
Euonymus bockii är en benvedsväxtart som beskrevs av Ludwig Eduard Theodor Loesener och Friedrich Ludwig Diels. Euonymus bockii ingår i släktet Euonymus och familjen Celastraceae. Inga underarter finns listade.